# 吉阳区
吉阳区是中华人民共和国海南省三亚市的一个市辖区，总面积372平方公里，总人口约45万人。辖原三亚市河东区和吉阳镇的行政区域。區人民政府駐迎賓路。

## 历史
- 原为三亚市河东区街道办事处、吉阳镇；
- 2014年2月11日，国务院批复三亚市撤六镇新设四区[2]，分别为吉阳区（撤销原河东区、吉阳镇、亚龙湾管委会）、崖州区（撤销原崖城镇）、天涯区（撤销原河西区、凤凰镇、天涯镇、三亚湾管委会，保留育才镇）、海棠区（撤销原海棠湾镇、海棠湾管委会）[3]。

## 人口
截至2020年11月1日，吉陽區常住人口447322人。

## 行政区域
- 社区：月川社区、临春社区、榕根社区、鹿回头社区、港门村社区、商品街社区、下洋田社区、红郊社区、红沙社区、丹州社区、大东海社区、新村社区、荔枝沟社区。
- 行政村：海罗村、东岸村、田独村、中廖村、大茅村、安罗村、六道村、博后村、六盘村、龙坡村、干沟村、榆红村、红土坎村、新红村、罗逢村、红花村、抱坡村、落笔村、南丁村。

## 交通
- 海南环线高速、 223国道、 224国道、 225国道过境。
- 粵海鐵路、海南西環鐵路、海南環島高速鐵路：三亚站
- 海南環島高速鐵路：亚龙湾站

## 风景名胜
- 大東海